# Die Klinik Gross
Die Klinik Gross (The Gross Clinic) ist ein realistisches Ölgemälde aus dem Jahr 1875 von Thomas Eakins im Format 244 × 198 cm.
Eakins selbst sah in dem Gemälde sein wichtigstes Werk. Heute wird es von der Kunstgeschichte als eines der bedeutendsten Werke eines amerikanischen Künstlers im 19. Jahrhundert gesehen. Auch medizingeschichtlich ist es ein wichtiges Bild. Der Vergleich mit Eakins späterem Gemälde Die Klinik Agnew zeigt deutlich den Fortschritt in der Chirurgie. Die Klinik Gross wurde zur Jahreswende 2006/2007 für den Rekordpreis von 68 Millionen US-Dollar verkauft.

## Bildbeschreibung
Das Gemälde zeigt den 70-jährigen Samuel D. Gross, einen berühmten Chirurgen, der im Jefferson Medical College eine Vorlesung vor einer Gruppe Studenten hält. Gross trägt einen Gehrock, der zugleich sein Maskottchen ist: „a veteran of a hundred battles“. Seine Augen liegen im Schatten und sind nicht zu erkennen. Bei den weiteren Ärzten am Operationstisch handelt es sich um (von links nach rechts): Dr. Charles S. Briggs, Dr. William Joseph Hearn (der Narkosearzt), Dr. James M. Barton (Gross’ Klinik-Chef) und Dr. Daniel M. Appel (der kurz zuvor am Jefferson Medical College graduierte). Verdeckt hinter Gross befindet sich ein weiterer unbenannter Arzt. Der Protokollant hinter der Schulter von Gross ist Dr. Franklin West. Auch die Studenten können namentlich benannt werden, so sitzt in der hinteren Reihe als dritter von rechts Robert C. V. Meyers (der spätere Poet). Allerdings handelt es sich bei einigen identifizierten Zuschauern nicht um Medizinstudenten, sondern um Studenten der Pennsylvania Academy of the Fine Arts. Im Zugangstunnel des Operationstheaters stehen Hughey O’Donnell (ein Krankenpfleger) und Dr. Samuel W. Gross (Sohn von Gross und ebenfalls Chirurg). Ebenfalls unter den Abgebildeten sitzt am rechten Bildrand der zeichnende Eakins selber. Der Patient wird gewöhnlich als junger Mann oder Junge identifiziert, obwohl dies aus dem Gemälde nicht sicher hervorgeht. Die einzige Frau im Bild wird gemeinhin als die Mutter des Patienten angesehen.
Zum Zeitpunkt des Bildes hat Gross seinen Schnitt bereits vorgenommen, seine Hand mit dem Skalpell ist blutverschmiert. Er wird hell durch ein Deckenfenster beleuchtet. In System of Surgery benennt Gross die Tageszeit von 11 bis 15 Uhr wegen der Lichtverhältnisse als ideal für Operationen und so ist anzunehmen, dass die abgebildete Operation in diese Tageszeit fällt.

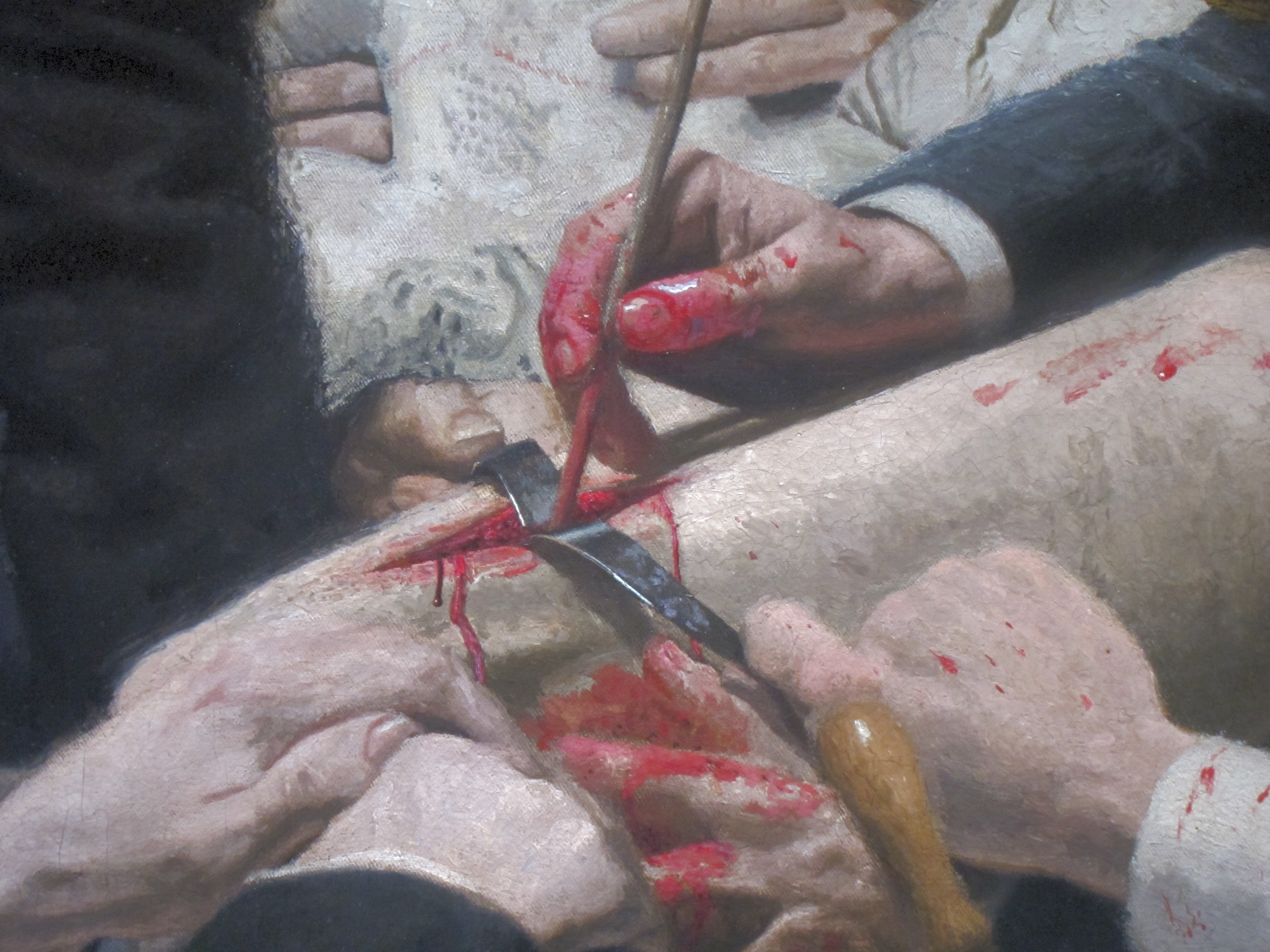
Detail: Die Operationswunde

Gross behandelt im Bild eine Osteomyelitis des Oberschenkelknochens, das heißt, es wird nekröses Knochengewebe entfernt. In früheren Zeiten hätte diese Erkrankung zur Amputation der betroffenen Gliedmaße geführt. Im 19. Jahrhundert war jedoch eine konservative Behandlung, wie sie hier gezeigt wird, möglich.
Seine Signatur hat Eakins vorne auf den Operationstisch gemalt.

## Entstehung
Eakins lernte Gross vermutlich während seines Kunststudiums an der Pennsylvania Academy of the Fine Arts kennen. Es ist auch möglich, dass er Vorlesungen von Gross besucht hatte. Nach seiner Ausbildung in Paris war Eakins 1870 nach Philadelphia zurückgekehrt und hatte eine Anzahl kleinformatiger Bilder angefertigt, neben Porträts von Familienmitgliedern und Freunden auch zahlreiche Ruderbilder (siehe Max Schmitt im Einer). Es hatte sich aber nicht der gewünschte Erfolg eingestellt. Zu dieser Zeit stand in Philadelphia die Centennial Exhibition bevor und Eakins entschloss sich ein großformatiges Porträt des berühmten Gross anzufertigen, das er auf dieser Weltausstellung präsentieren wollte. Er war nahezu der einzige Künstler in Philadelphia, der diese Chance ergriff. In die Überlegungen von Eakins könnte auch eingeflossen sein, dass das Jefferson Medical College begonnen hatte, Bilder ihrer bedeutenden Ärzte auszustellen.

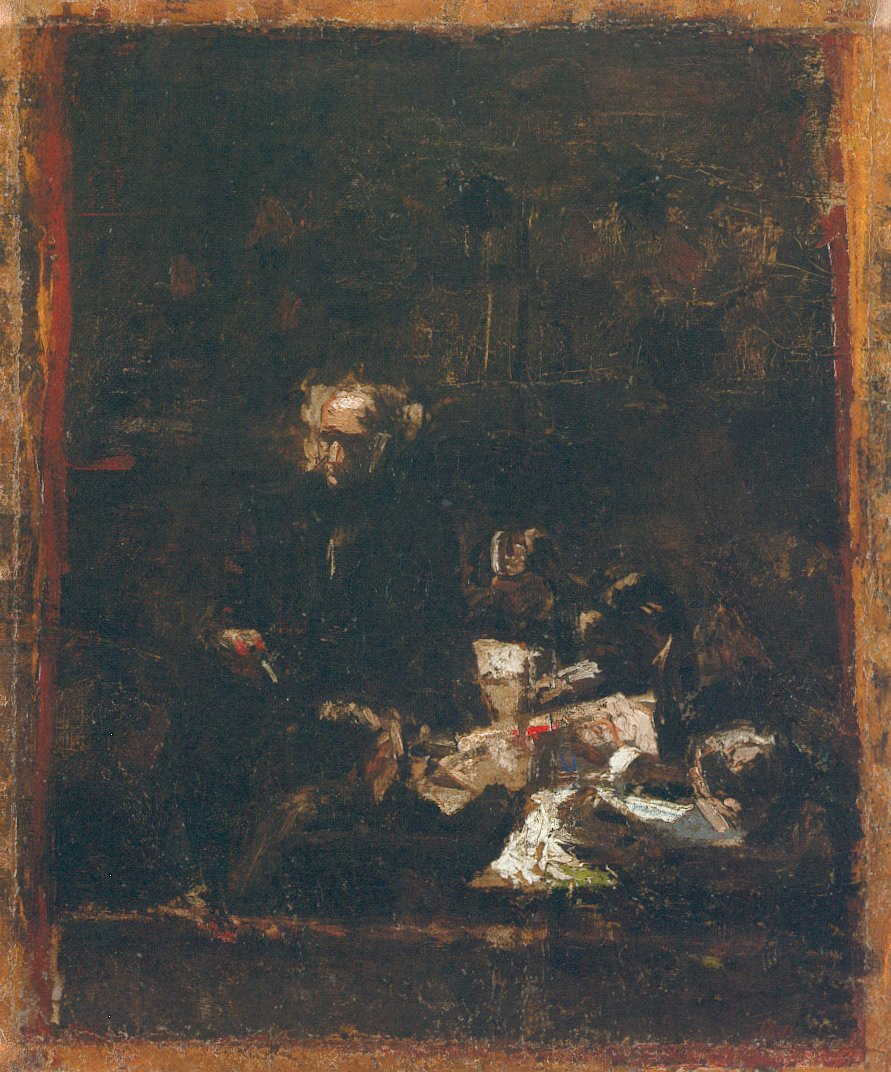
Kompositionsstudie zur Klinik Gross

Es gelang Eakins nicht nur Gross selbst, sondern auch eine Anzahl weitere Ärzte und Studenten dazu zu bewegen, ihm Modell zu stehen. Gross soll ihm so oft Modell gestanden haben, dass er am Ende ausrief, “Eakins, I wish you were dead!” Andere Angaben sprechen davon, dass Eakins Fotografien von Gross verwendet habe. Es sind keine Perspektivstudien von dem Gemälde erhalten, allerdings einige Ölstudien von einzelnen Gesichtern und die rechts abgebildete Kompositionsstudie, die eine Übermalung einer Studie eines Ruderbildes ist.

## Die Klinik Agnew

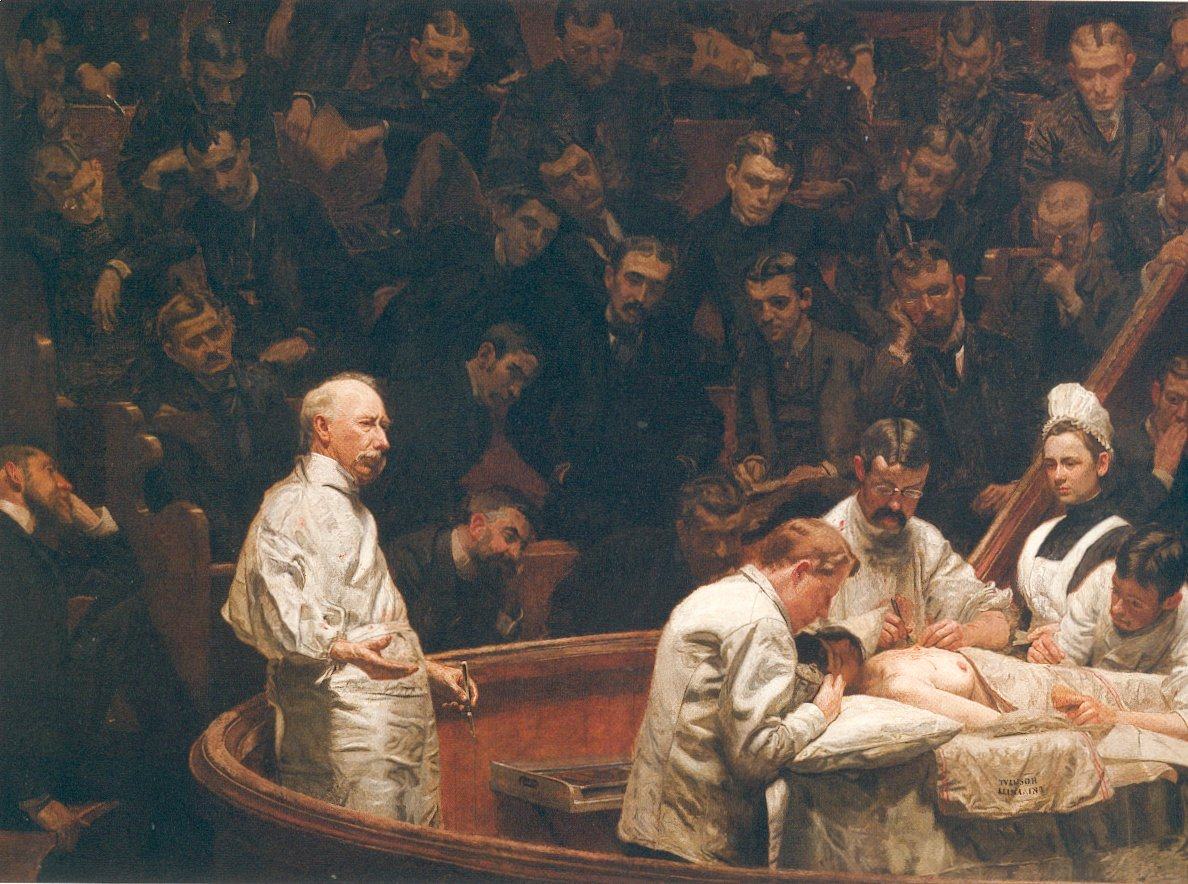
Die Klinik Agnew (rechter Rand beschnitten)

Die Klinik Gross wird oft mit der Klinik Agnew verglichen, Eakins’ einzigem anderen Klinik-Bild. Im Gegensatz zum Gross-Porträt war das Bild von Agnew eine Auftragsarbeit, tatsächlich der erste Auftrag seit dem Skandal an der Akademie. 1889 beauftragten die Medizin-Studenten der University of Pennsylvania, die 750 Dollar gesammelt hatten, Eakins, ein Porträt des Chirurgen Dr. David Hayes Agnew (* 24. November 1818 in Lancaster County, Pennsylvania; † 22. März 1892 in Philadelphia) anzufertigen. Anlass war sein bevorstehender Ruhestand und so hatte Eakins nur drei Monate Zeit, dieses Gemälde zu vollenden, das nicht nur sein größtformatiges war, sondern auch sein Renommee wiederherstellen sollte. Hatten die Auftraggeber nur ein einfaches Porträt erwartet, so erhielten sie ein komplexes Gemälde mit 27 Einzelporträts, für das sowohl Agnew als auch die anderen Abgebildeten in Eakins Atelier Modell standen. Damit nicht genug, beobachtete Eakins Agnew bei mehreren seiner Operationen. Am rechten Rand ist Dr. Fred H. Milliken zu sehen, der Eakins (in der hier gezeigten Abbildung fehlend) zuflüstert. Dieses Porträt von Eakins ist allerdings kein Selbstporträt, sondern stammt von Susan Eakins, seiner Frau. Wegen der Größe der Leinwand (189,2 × 331,5 cm) musste Eakins die unteren Teile des Gemäldes auf dem Boden sitzend malen.
Das Bild zeigt die Fortschritte, die die Medizin in den wenigen Jahren seit dem Ruhestand von Gross gemacht hat. Der Operationssaal ist hell künstlich erleuchtet, die Ärzte und Pfleger tragen weiße Kleidung und beachten die Notwendigkeit der Desinfektion.
Obwohl Agnew für die Behandlung von Schusswunden berühmt war, zeigt Eakins ihn bei einer Brustamputation. Das Gemälde war nur kurz öffentlich ausgestellt, so dass es wenige Reaktionen gab. Die Reaktionen, die es gab, waren jedoch negativ.

## Einordnung

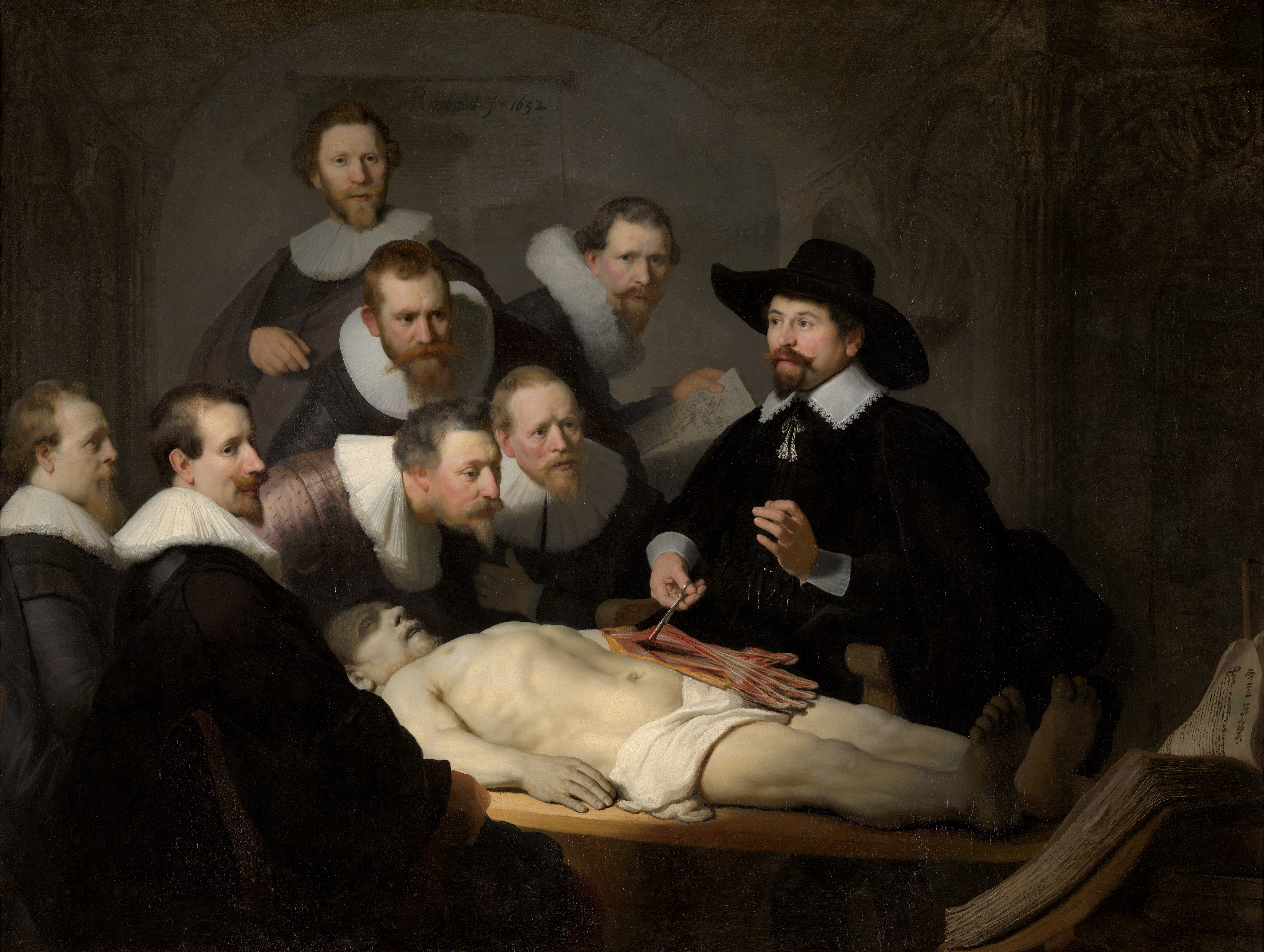
Rembrandt: Anatomie des Dr. Tulp

Ein anderes Bild, mit dem Die Klinik Gross immer wieder verglichen wird, ist die Anatomie des Dr. Tulp von Rembrandt, die Eakins höchstwahrscheinlich von seiner Europareise bekannt war. Dieses, wie andere berühmte Abbildungen von Chirurgen, zeigt jedoch keine Operation, sondern eine anatomische Vorlesung und der Eingriff hat noch nicht begonnen. Ein weiterer Unterschied ist der anatomische Text, der in Tulps Vorlesung der Anleitung dient, aber in Eakins Bild nicht vorkommt.
Die Klinik Gross wird für ihren konsequenten Realismus bewundert und hat auch einen wichtigen Platz in der Dokumentation der Medizingeschichte – sowohl weil sie die Entstehung der Chirurgie als Heildisziplin (vorher war Chirurgie hauptsächlich Amputation) honoriert, als auch weil sie zeigt, wie das chirurgische Theater im 19. Jahrhundert aussah. Das Gemälde basiert auf einem Eingriff, der von Eakins beobachtet wurde. Gross wird hier bei einer erhaltenden Operation gezeigt, im Gegensatz zu einer Amputation (wie der Patient in früheren Dekaden behandelt worden wäre). Die Chirurgen drängen sich um den betäubten Patienten in ihren Gehröcken. Dies ist gerade vor der Einführung einer hygienischen chirurgischen Umgebung (siehe Asepsis). Beim Vergleich mit der Klinik Agnew wird der Fortschritt im Verständnis der Infektionsprävention sichtbar.
Interessanterweise wird das Geschlecht des Patienten durch nichts im Bild selbst bestimmt. Dieser Fakt macht Die Klinik Gross einzigartig, da es dem Betrachter einen nackten und entblößten Körper präsentiert, aber dieser dennoch nicht als männlich oder weiblich erkennbar ist. Ein anderes verblüffendes Element des Bildes ist die einzelne Frau in dem Gemälde, zu sehen im Mittelgrund, sich in Bedrängnis krümmend. Sie kann als Verwandte des Patienten gesehen werden, die als Begleitperson auftritt. Ihre dramatische Figur stellt einen starken Kontrast dar zum ruhigen, professionellen Verhalten der Männer um den Patienten. Diese blutige und sehr unverblümte Darstellung der Chirurgie war zur Zeit ihrer ersten Ausstellung schockierend und ist es für viele Betrachter noch heute.
Dass Eakins die Gewalttätigkeit seines Bildes bewusst war, lässt sich aus einer Fotografie schließen, in der Eakins und seine Studenten das Bild parodieren: Statt eines Skalpells hat der Darsteller des Gross eine Axt in der Hand.

## Kritische Rezeption

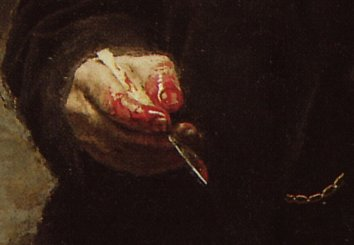
Detail: Gross’ blutbeschmierte Hand

Das Gemälde wurde 1876 für die Kunstabteilung der Centennial Exhibition in Philadelphia eingereicht, jedoch nicht angenommen. Die Juroren waren von dem blutigen Sujet entsetzt. Gross machte seinen Einfluss geltend, so dass das Gemälde in der medizinischen Abteilung der Ausstellung berücksichtigt wurde.

“We know of nothing in the line of portraiture that has ever been attempted in this city, or indeed in this country, that in any way approaches it.…This portrait of Dr. Gross is a great work—we know of nothing greater that has ever been executed in America.”

„Wir kennen keine Porträtarbeit, die in dieser Stadt, oder sogar in diesem Land, versucht worden wäre, die es in irgendeiner Weise erreicht. … Dieses Porträt von Dr. Gross ist ein großes Werk—wir kennen keine größere, die je in Amerika ausgeführt worden wäre.“

Als es später in einer Galerie ausgestellt wurde, schrieb ein Kritiker der New York Tribune, es sei

“one of the most powerful, horrible, yet fascinating pictures that has been painted anywhere in this century…but the more one praises it, the more one must condemn its admission to a gallery where men and women of weak nerves must be compelled to look at it, for not to look at it is impossible.”

„eines der stärksten, schrecklichsten, dabei faszinierendsten Bilder, die in diesem Land gemalt wurden … aber je mehr man es preist, desto mehr muss man verdammen, dass es in eine Galerie zugelassen wurde, in der Männer und Frauen schwacher Nerven gezwungen sind, es anzusehen, denn es nicht anzusehen ist unmöglich.“

Kontroversen um das Gemälde haben sich um seine Gewalttätigkeit gedreht und um die melodramatische Anwesenheit der Frau. Elizabeth Johns sieht in dem Bild eine Feier eines Helden des modernen Lebens. Heutige Gelehrte haben vorgeschlagen, dass das Bild in der Begrifflichkeit von Kastrationsangst und Fantasien der Herrschaft über den Körper (beispielsweise Michael Fried) gelesen werden kann, und dass es Eakins’ Ambivalenz bei der Repräsentation von Geschlechtsunterschieden dokumentiert (beispielsweise Jennifer Doyle). Des Weiteren wurde das Gemälde als Analogie zwischen dem Malen und der Chirurgie gesehen, dass die Arbeit des Künstlers mit dem Aufkommen der Chirurgie als eines respektierten Berufs identifiziert.
2002 nannte es ein Kunstkritiker der The New York Times “hands down, the finest 19th-century American painting.” 2006, in Reaktion auf den bevorstehenden Verkauf des Bildes, publizierte die The New York Times ein „close reading“, das einige der verschiedenen kritischen Perspektiven auf dieses Kunstwerk skizziert.

## Provenienz
Während der Centennial Exhibition erwarb das Jefferson Medical College das Gemälde, das Eakins später mehrfach für Ausstellungen auslieh. Auch malte er ein schwarz/weißes Aquarell, das der Erstellung eines Autotype (Herstellung von Drucken) diente. Nach dem Erwerb für 200 US-Dollar war das Gemälde im College-Gebäude des Jefferson Medical College der Thomas Jefferson University in Philadelphia untergebracht, bis es Mitte der 1980er Jahre in die Jefferson Alumni Hall gebracht wurde. Am 11. November 2006 votierte das Board der Thomas Jefferson University dafür, das Bild für 68 Millionen US-Dollar an die National Gallery of Art in Washington und das neue Crystal Bridges Museum of American Art, das in Bentonville gebaut wird, zu verkaufen. Dies ist ein Rekordpreis für ein Kunstwerk, das in den USA vor dem Zweiten Weltkrieg angefertigt wurde.
Der vorgeschlagene Verkauf wurde als heimlichtuerischer Akt gesehen, den viele Bewohner von Philadelphia für einen Betrug am kulturellen Erbe der Stadt hielten. Im späten November 2006 begannen Anstrengungen, das Gemälde in Philadelphia zu halten, darunter ein Fonds mit Annahmeschluss 26. Dezember, um Geld zu sammeln, um das Bild zu kaufen, und ein Plan, sich auf eine Bestimmung für „historische Objekte“ in den Erhaltungsrichtlinien der Stadt zu berufen. In wenigen Wochen erreichte der Fond 30 Millionen US-Dollar und am 21. Dezember 2006 erklärte sich die Wachovia-Bank bereit, den Differenzbetrag bereitzustellen, bis er aufgebracht ist. Inzwischen ist der Kauf abgeschlossen und das Gemälde wird abwechselnd im Philadelphia Museum of Art und der Pennsylvania Academy of the Fine Arts gezeigt.